# Rooksey Green
Rooksey Green – przysiółek w Anglii, w hrabstwie Suffolk, w dystrykcie Babergh. Znajduje się 2,3 km od Preston St Mary.